# 강현중 (정치인)
강현중(1934년 8월 16일~2023년 10월 21일)은 대한민국의 정치인이다. 제17대 대구광역시 중구청장을 지냈다.

## 역대 선거 결과
|  | 53.2% |

|  | 30.41% |

|  | 9.85% |

| 관선 마지막 중구청장 최병윤 | 제17대 대구광역시 중구청장 1995년 7월 1일~1998년 6월 30일 | 후임 김주환 |